# Gética
Das Origens e Feitos dos Getas (em latim: De origine actibusque Getarum), também conhecida como Das Coisas dos Getas (em latim: De Rebus Geticis) e Das Origens e Feitos dos Getas (Godos) (em latim: De Getarum (Gothorum) Origine et Rebus Gestis), mas melhor conhecida apenas como Gética, foi uma obra em latim escrita em 551 pelo historiador bizantino Jordanes. Segundo o autor, era o resumo de uma obra já perdida, os 12 Livros sobre os Feitos do Povo Godo (em latim: Libri XII De Rebus Gestis Gothorum), um relato sobre as origens e a história dos godos, escrita cerca de vinte anos antes por Cassiodoro, um escritor e estadista romano, conselheiro do rei ostrogótico Teodorico, o Grande. É uma obra extremamente importante, dado ser o único relato contemporâneo a respeito das origens históricas daquele povo, além de fornecer informações significantes sobre a história e os costumes antigos dos eslavos.

## Sinopse
A Gética começa com um perfil geográfico/etnográfico do "Norte", especialmente de Escandza (16-24), região semi-mítica situada ao norte da Europa, com possível equivalência à atual Escandinávia. Jordanes inicia a narrativa da história gótica com a migração do rei Berigo em três barcos, de Escandza até Gotiscandza (25, 94), no Vístula, num passado distante. Jordanes (ou Cassiodoro) transforma o semideus geta Zalmóxis num rei gótico (39), e narra como os godos saquearam Troia e Ílio (sic) logo após terem se recuperado da guerra travada com o rei micênio Agamenão (108). Também teriam se encontrado com o faraó egípcio Vesósis (47). A parte menos ficcional da obra de Jordanes se inicia quando os godos encontram forças militares romanas, já no século III. A obra é finalizada com a derrota dos godos pelo general bizantino Belisário, e Jordanes conclui sua obra afirmando escrever para honrar aqueles que finalmente conseguiram vencer os godos, depois de 2030 anos de história.

## Importância e credibilidade
Como a versão original, de Cassiodoro, não sobreviveu até os nossos dias, a obra de Jordanes é uma das fontes mais importantes para o período da migração de certas tribos europeias, como os ostrogodos e os visigodos, a partir do século III. A obra de Cassiodoro alegava ter como fontes diversas "canções populares" (carmina prisca, em latim) góticas, embora estudiosos modernos acreditem que este fato seja altamente questionável. O principal propósito da obra original, de Cassiodoro, foi de dar à classe dominante gótica de seu tempo um passado glorioso, que pudesse colocá-los "à altura" do passado das famílias senatoriais da Itália romana. 
Uma passagem controversa identifica o antigo povo vênedo, mencionado por Tácito, Plínio, o Velho e Ptolemeu, com os eslavos do século VI. Já em 1844 a teoria foi levantada por acadêmicos de países do Leste Europeu, e utilizada como base para o conceito da existência duma etnicidade eslava antes mesmo da fase final do período romano tardio. Outros estudiosos, no entanto, rejeitaram esta visão, com base na ausência de dados arqueológicos e historiográficos concretos.
O livro é importante para alguns historiadores medievais porque menciona a campanha, na Gália, de um certo Riotamo, "rei dos Bretões", uma possível fonte de inspiração para as primeiras histórias do rei Artur.
No que diz respeito à historicidade da obra, uma das principais questões é se as identidades mencionadas são realmente tão antigas quanto é relatado, ou se pertencem a épocas posteriores. As provas existentes permitem uma ampla variedade de opiniões, das quais a mais cética afirma que a obra é basicamente mitológica, ou que se Jordanes de fato existiu e foi o autor da obra, ele só teria descrito pessoas do século VI. De acordo com algumas destas correntes, a credibilidade do autor é questionável por diversos motivos: primeiro, a originalidade de sua fonte principal, Cassiodoro, é discutível, porque consistia na maior parte de seleções de autores greco-romanos descrevendo povos que podem ter sido os godos. Neste caso Jordanes teria distorcido a narrativa de Cassiodoro, apresentando um resumo superficial de sua obra misturada aos nomes utilizados no século VI.
Parece claro que, enquanto a aceitação literal da obra de Jordanes pode ser demasiado ingênua, uma visão totalmente cética também não traz quaisquer garantias. Por exemplo, Jordanes alega que os godos teriam se originado na Escandinávia, em 1 490 a.C.. Alguns estudiosos, como o historiador austríaco Herwig Wolfram, acreditam que pode haver um grão de verdade nesta alegação, se a interpretação dada ao texto for a de que um clã dos gutas, povo mencionado pelo antigo historiador grego Ptolemeu como habitante de região pertencente à atual Suécia, teria deixado a Escandinávia muito tempo antes do estabelecimento da dinastia dos Amalos como líderes dos godos. Este clã pode ter contribuído à etnogênese dos gutões, no leste da Pomerânia (ver cultura de Wielbark). Outro exemplo estaria no nome do rei Cniva, cuja autenticidade seria evidenciada pelo fato de não aparecer na genealogia ficcional dos reis góticos fornecida por Jordanes, o que indica que ele pode ter encontradï o nome numa fonte genuína  do século III.

## Edições
Um manuscrito do texto foi redescoberto em Viena, em 1442, pelo humanista italiano Enea Silvio Piccolomini. A sua editio princeps foi publicada em 1515 por Konrad Peutinger, seguida por muitas outras edições. A edição considerada "clássica" é a do filólogo clássico alemão Theodor Mommsen (no seu Monumenta Germaniae Historica, auctores antiqui, v. ii.). O manuscrito que sobreviveu em melhores condições é o chamado manuscrito de Heidelberga, escrito em Heidelberga, Alemanha, provavelmente no século VIII, que acabou sendo destruído num incêndio na casa de Mommsen em 7 de julho de 1880. Outros manuscritos de valor histórico são o Vaticanus Palatinus, do século X, e o manuscrito de Valenciennes, no século IX.
A obra de Jordanes já era bem conhecida antes da edição de Mommsen, de 1882. Ela foi citada na obra célebre de Edward Gibbon, A História do Declínio e Queda do Império Romano, em 1776, e já havia sido mencionada anteriormente pelo historiador inglês Degoreu Whear, em 1623, que se refere a duas obras de Jordanes, De regnorum ac temporum successione e De rebus Geticis.

### O próprio Jordanes
Antigo notário de um mestre dos soldados godo, Guntigis, Jordanes não estava em posição de conhecer as tradições que envolviam os povos góticos sem necessariamente se apoiar em outras fontes. No entanto, não há evidências disso no texto, e alguns dos exemplos onde a obra se refere às carmina prisca podem ser provados como originados a partir de textos de autores clássicos.

### Cassiodoro
Cassiodoro era um nativo da província romana da Itália (na atual Squillace, Calábria) que acabou por tornar-se conselheiro e secretário dos reis góticos, ocupando diversos cargos de importância. Seus anos de maior sucesso, juntamente com o restante dos godos, foi, talvez, durante o reino de Teodorico, o Grande. A política do governo de Teodorico na época era de reconciliação e foi neste espírito que ele combinou italianos ao seu governo sempre que pôde. Teodorico pediu então a Cassiodoro que escrevesse uma obra sobre os godos que pudesse, em sua essência, demonstrar sua antiguidade, nobreza, experiência e capacidade de governar.
Teodorico morreu em 526, e Cassiodoro passou a servir os seus sucessores, ocupando o mesmo cargo, sem no entanto se esquecer a tarefa que lhe fora incumbida pelo antigo rei. Em 533, foi o escritor-fantasma duma carta supostamente escrita pelo rei Atalarico ao senado romano, onde mencionou a grande obra sobre os godos, já finalizada, na qual Cassiodoro "recuperou os Amalos, com o renome de sua raça". A obra provavelmente foi escrita em Ravena, sede dos reis godos, entre 526 e 533.
O que Cassiodoro fez com os manuscritos depois daquilo permanece um mistério. O fato de Jordanes tê-los obtido de um dos criados indica que o rico Cassiodoro podia pagar por pelo menos um funcionário em tempo integral para cuidar de seus manuscritos, isto é, um bibliotecário particular. Em seu prefácio Jordanes afirma que obteve a obra do bibliotecário por três dias, para poder relê-la. A ocasião exata e o local onde se deram estas leituras já foram investigadas por muitos estudiosos, já que esta informação provavelmente revela o quanto da Gética é baseado na obra de Cassiodoro. 
A soberania gótica terminou com a reconquista da província da Itália por Belisário, chefe militar do imperador Justiniano I (r. 527–565), que terminou em 539. O último trabalho de Cassiodoro para os reis góticos foi uma carta escrita em nome de Vitige (r. 536–540), que foi retirado do poder e levado para Constantinopla em 540. Embora Belisário tenha evitado que os godos voltassem a invadir e conquistar a Itália, após a morte de Justiniano os lombardos invadiram e conquistaram a região.
Em 540, Cassiodoro se aposentou e foi para a sua cidade natal de Escilaceu (atual Squillace), onde usou sua riqueza para construir um mosteiro com uma escola e uma biblioteca, Vivário.

### Autores citados na Gética
Os eventos, pessoas e povos citados na obra são citados como tendo existido há muitos séculos antes da época em que viveu Jordanes. Se interpretados literalmente, eles precedem toda a história conhecida da Escandinávia.
Jordanes cita de fato muitos escritores que o antecederam, a cujas obras ele tinha acesso e hoje em dia não mais se tem, além de diversos autores cujos trabalhos ainda existem. O acadêmico e tradutor norte-americano Charles Christopher Mierow compilou um sumário destes autores, que será listado a seguir, afirmando ainda diversos autores que ele acreditava terem sido estudados por Jordanes, ainda que não tenham sido citados na obra:
- Ablávio - historiador desconhecido, autor da obra Gothorum gentis ("do povo gótico"), já perdida.
- Déxipo - sobre os vândalos e os hérulos.
- Dião - possivelmente Dião Cássio ou Dião Crisóstomo, autor de outra Gética - responsável pela descrição da Britânia na obra de Jordanes.
- Estrabão - autoridade sobre a Britânia.
- Fábio - desconhecido, autor de uma obra não mais existente, que descrevia o sítio a Ravena.
- Flávio Josefo - em IV.29, rápida menção dos godos como citas.
- Lívio - breve menção em II.10
- Lucano - sobre os Amalos, V.43.
- Pompeu Trogo - conhecido atualmente apenas pela epítome da Histórias Filípicas (Historiae Philippicae), de Justino.
- Pompônio Mela.
- Prisco de Pânio - eventos relacionados a Átila, o Huno.
- Ptolemeu - sobre a Escandinávia, na parte III da Gética.
- Quinto Aurélio Símaco - cópias de suas cópias da obra de Júlio Capitolino sobre Maximino Trácio.
- Tácito - autoridade sobre a Britânia.
- Virgílio.

## O latim tardio da Gética
O latim tardio, ainda em sua fase inicial, utilizado por Jordanes, evidencia uma certa variabilidade na estrutura do idioma, que foi interpretada como uma indicação de que o autor não possuía mais um padrão claro de correção. Jordanes conta que interrompeu seu trabalho em outra obra sua, Romana, para escrever a Gética, terminando a outra obra posteriormente; e na Romana ele afirma tê-la escrito no 24º ano do imperador bizantino Justiniano I, que se iniciou a 1 de abril de 551. Na Gética ele também menciona uma praga que teria ocorrido nove anos antes; provavelmente trata-se da epidemia que se iniciou no Egito em 541, atingiu Constantinopla em 542 e chegou à Itália no ano seguinte. Linguisticamente, este período ainda é muito cedo para que se consiga identificar um rumo em direção a qualquer um dos idiomas românicos em especial; estas variações, no entanto, precederam o aparecimento de idiomas como o francês, italiano, espanhol, português, e apenas com o desenvolvimento destes idiomas é que os acadêmico gradualmente recuperaram o latim clássico como principal meio de comunicação escolástico.
Jordanes refere-se a si mesmo como agramático (agrammaticus) antes de sua conversão. Esta declaração obscura foi, por vezes, interpretada como referente ao nível do seu latim. Este grau de variabilidade, no entanto, caracteriza todo o latim tardio; além do mais, o autor já tinha construído uma sólida carreira como autor antes de sua conversão, tendo contato frequente com outros autores e obras latinas. Já se sugeriu que seu estilo possa refletir características do latim falado pelos godos.
Algumas das características do latim utilizado por Jordanes são:[carece de fontes?]
- Ortografia - diversas palavras são grafadas de maneira diferente do que o são no latim clássico, que Jordanes certamente conhecia. Por exemplo, Grecia no lugar de Graecia ("Grécia"), Eoropam em vez de Europam (acusativo de Europa), Atriatici em vez de Adriatici (genitivo de Adriaticus).
- Inflexão - substantivos mudam de declinações, e verbos de conjugações. Entre as mudanças mais comuns estão a migração dos substantivos da quarta para a segunda (lacu se torna laco, "lago"), dos adjetivos da segunda declinação para a terceira (magnanimus se torna magnanimis), e radicais com /i/ o perdem (mari se torna mare no ablativo). O gênero gramatical pode mudar, e os verbos podem mudar de voz gramatical.

Uma mudança óbvia que aponta para uma direção moderna do idioma utilizado por Jordanes é a indeclinabilidade de muitos dos substantivos que anteriormente eram declinados, como corpus ("corpo"). Além disso, o término em -m do caso acusativo frequentemente desaparece, deixando em seu lugar a vogal precedente ou substituindo -a por -o, como em Danubio, no lugar de Danubium.
- Sintaxe - a variabilidade dos casos e a perda da concordância nas orações preposicionais (inter Danubium Margumque fluminibus), mudança dos tempos participiais (egressi .. et transeuntes), perda do subjuntivo em favor do indicativo, perda da distinção entre as orações principais e subordinadas, e diversas confusões entre as conjunções subordinativas.
- Semântica - aparece um novo vocabulário: germanus no lugar de frater ("irmão"), proprius no lugar de suus ("próprio"), civitas no lugar de urbs ("cidade"), pelagus no lugar de mare ("mar"), entre outros.